# Octan draselný
Octan draselný (systematický název ethanoát draselný) (CH3COOK) je draselná sůl kyseliny octové.

## Příprava
Octan draselný může být připraven reakcí zásady obsahující draslík, jako například hydroxidu draselného nebo uhličitanu draselného s kyselinou octovou:
2 CH3COOH + K2CO3 → 2 CH3COOK + CO2 + H2O.

## Použití
Octan draselný může být použit jako odmrazovač místo chloridů, například chloridu vápenatého a chloridu hořečnatého.
Používá se také jako přídavná látka do potravin jako konzervant nebo regulátor kyselosti, jeho E kód je E261. Má schopnost déle zachovat původní přirozenou barvu potravin rostlinného původu. V medicíně je tato látka využívána k léčení srdeční arytmie a jako diuretikum.